# Capriata d’Orba
Capriata d’Orba – miejscowość i gmina we Włoszech, w regionie Piemont, w prowincji Alessandria.
Według danych na styczeń 2010 gminę zamieszkiwało 1960 osób przy gęstości zaludnienia 69,2 os./1 km².